# زیردریایی کلاس گرامپوس
زیردریایی کلاس گرامپوس (به انگلیسی: Grampus-class submarine) یک کلاس از زیردریایی است.